# ピーター・ヴァン・デル・ボルヒト
ピーター・ヴァン・デル・ボルヒト（Pieter van der Borcht または Peter van der Borcht、1530年ごろ – 1608年）はフランドルの画家、版画家である。同名の息子の画家と区別するために例えば英語の表記では「Pieter van der Borcht the Elder」と表記する。16世紀の屈指の植物画家とされ 、擬人化した動物を描いた風刺画（「サンジュリー」というジャンルの絵画）をフランドルに普及させた。

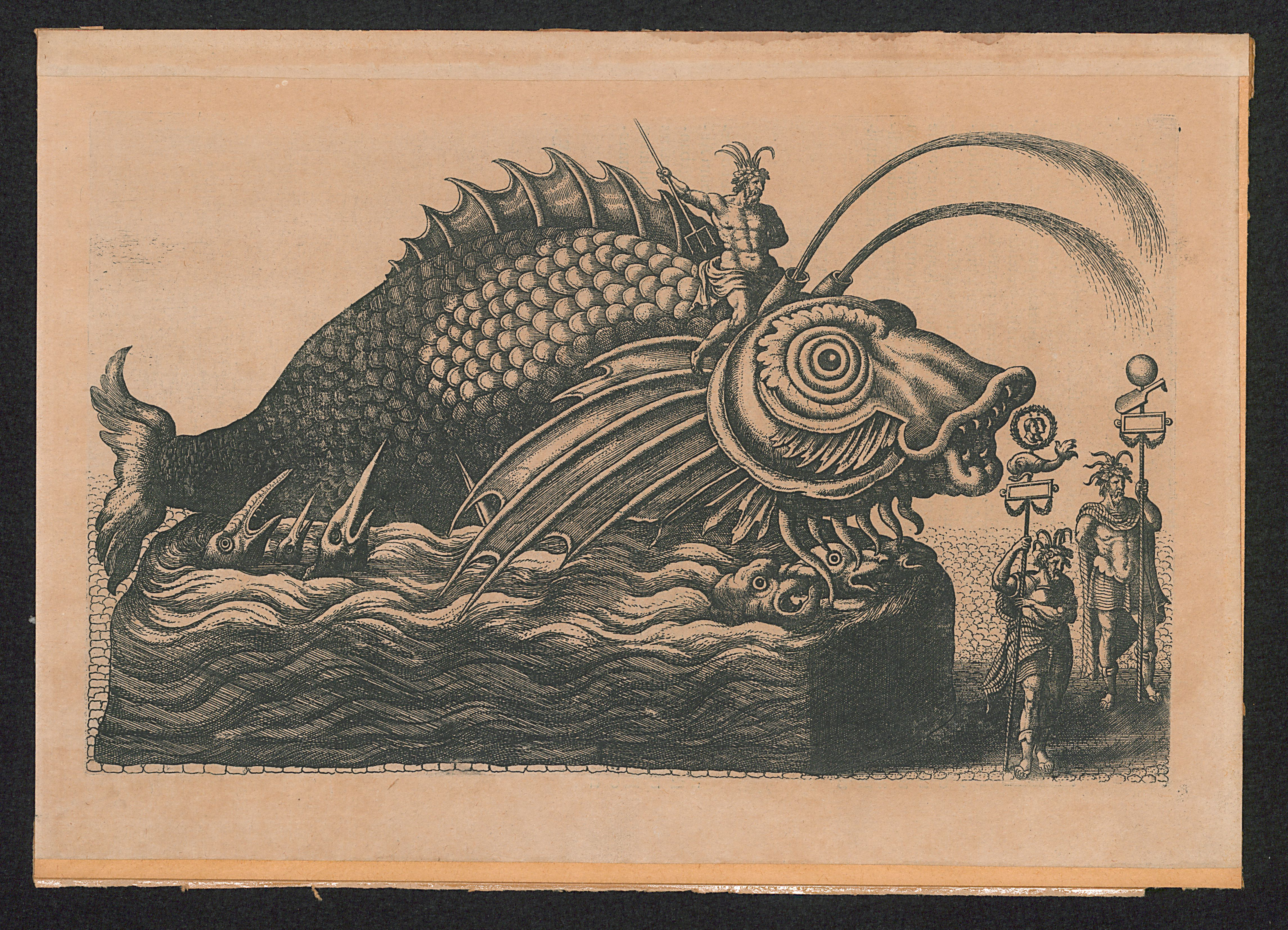
ピーター・ヴァン・デル・ボルヒト作 「海の怪物」

## 略歴
現在のベルギーのアントウェルペン州のメヘレンに生まれた。経歴についてあまり知られていないが、父親は1562年にメヘレンの画家組合長になったジャック・ヴァン・デル・ボルヒト(Jacques van der Borcht)の息子であるとする説がある。
1564年にアントウェルペンの有力な出版業者、クリストフ・プランタンによって出版された作品が記録に残っている。レンベルト・ドドエンスやカロルス・クルシウス、マティアス・デ・ロベルといった学者の著作に挿絵版画の下絵を描いた。
1572年にメヘレンはフェルナンド・アルバレス・デ・トレドが率いるスペイン軍に占領され、3日間にわたって町は略奪を受けた。ヴァン・デル・ボルヒトと家族はアントウェルペンに難民として逃れ、プランタンの家に保護された。その後はアントウェルペンでプランタンの助手として働き、スペイン向けのの祈祷書などの出版物の挿絵を描いた。1580年にアントウェルペンのサン・ルカ美術家組合に入会し、1591年から1592年は役員を務めたと主張する学者もいるが、当時の習慣ではアントウェルペンの市民でない人物がこの役職についたとするのは疑わしいとされる。
風俗画や宗教画を描いた。擬人化した動物を描いた風刺画（「サンジュリー」）に分類される作品のシリーズも描いた。

## 作品

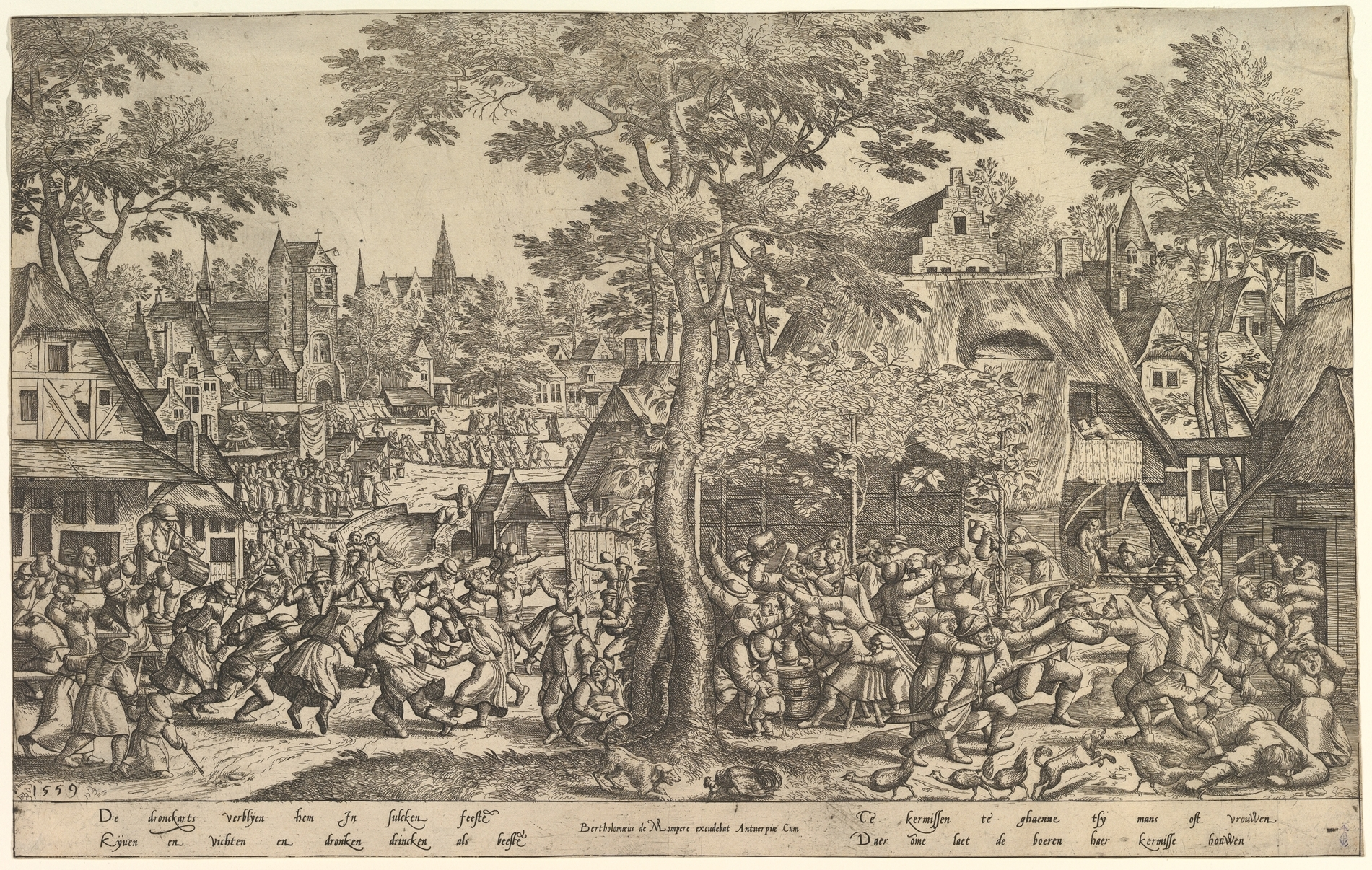
農民の祭り (1559)
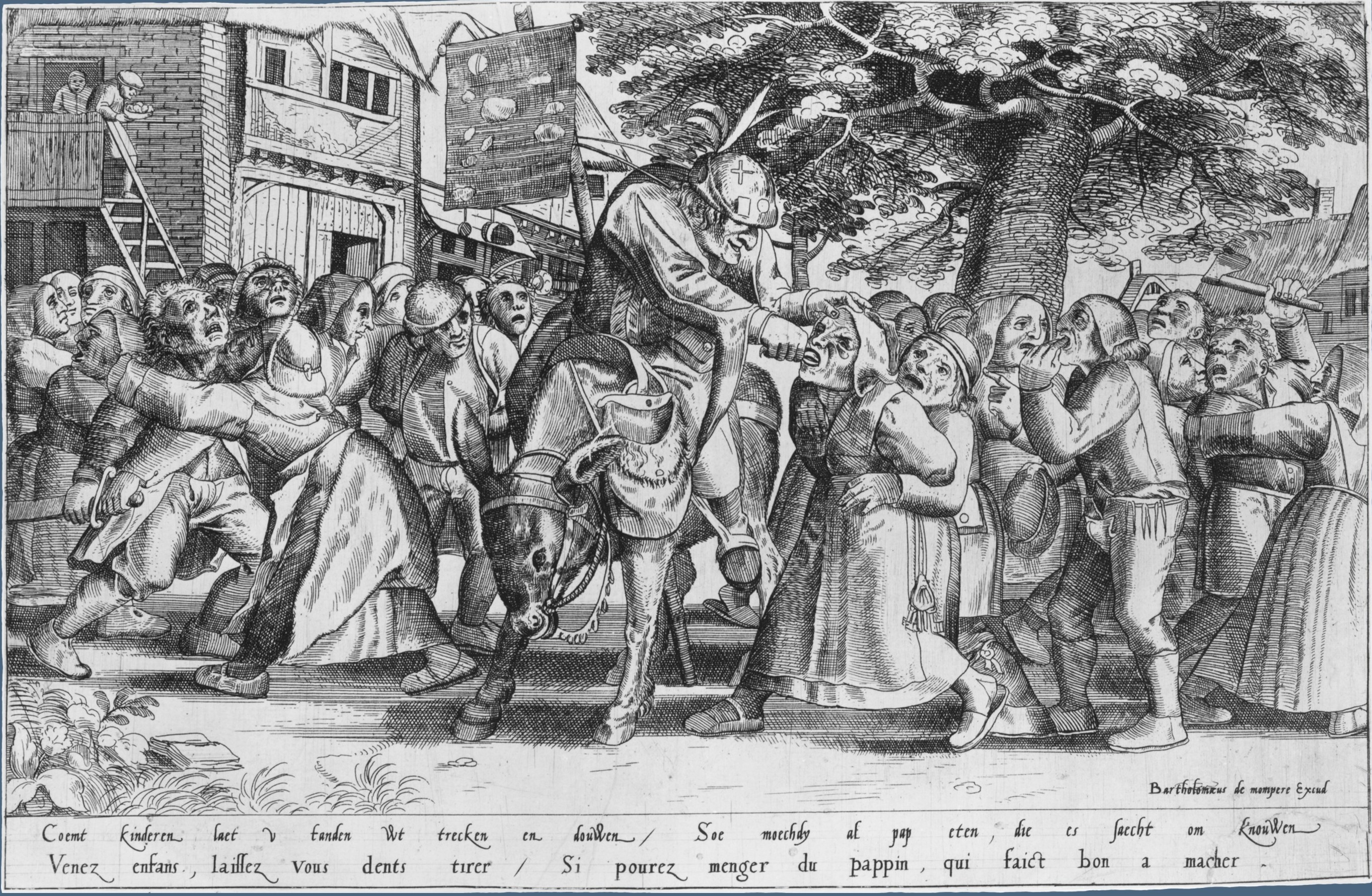
歯医者(Tooth Puller)
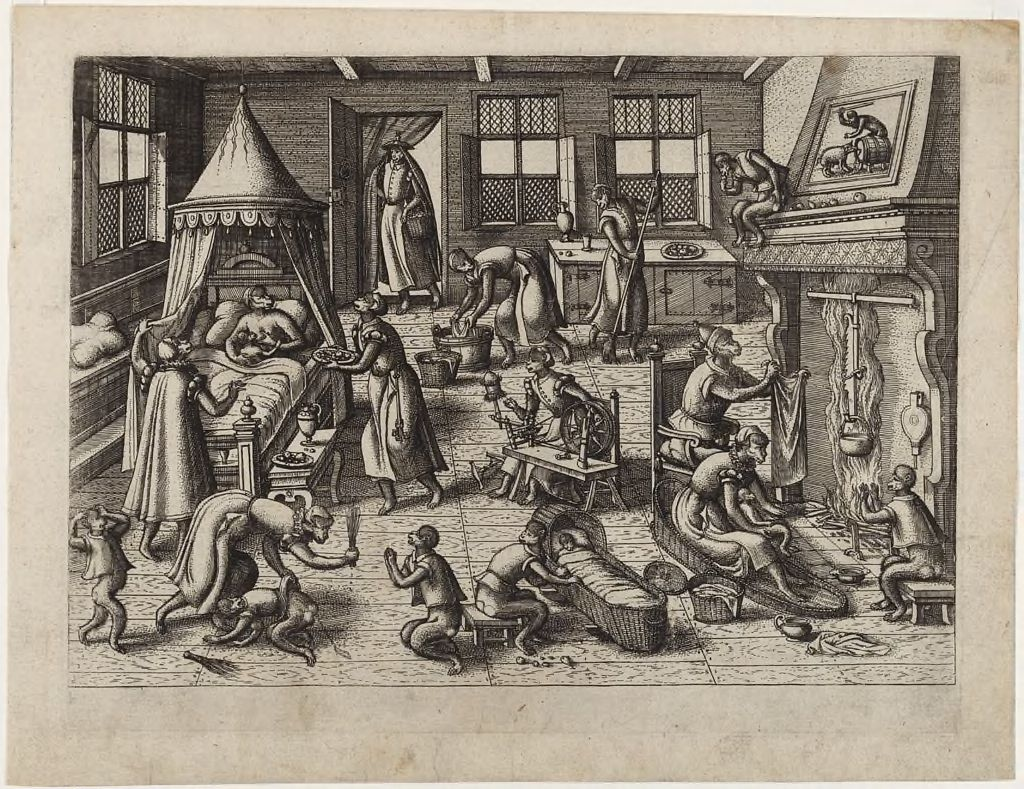
The Nursery
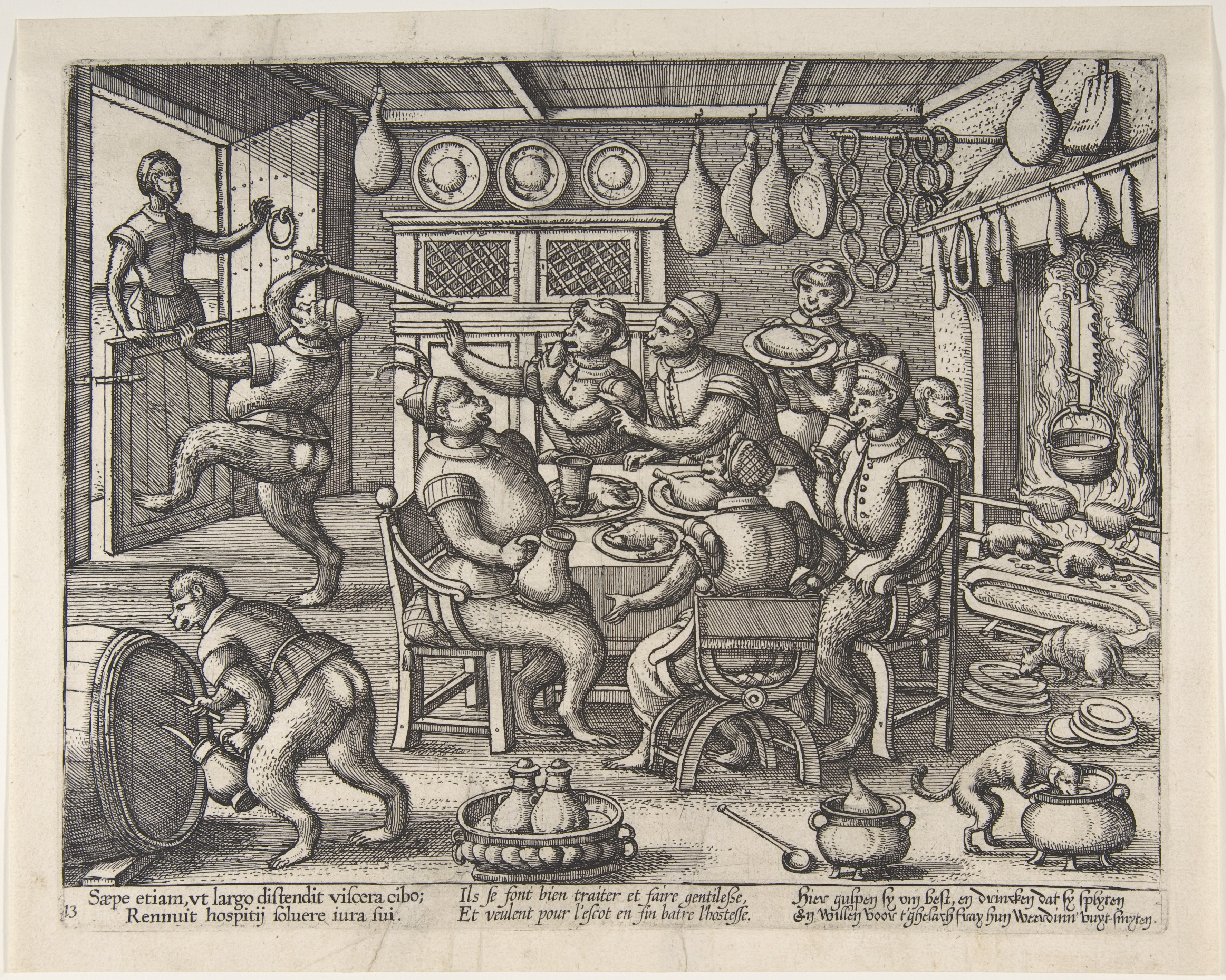
台所で食事する猿
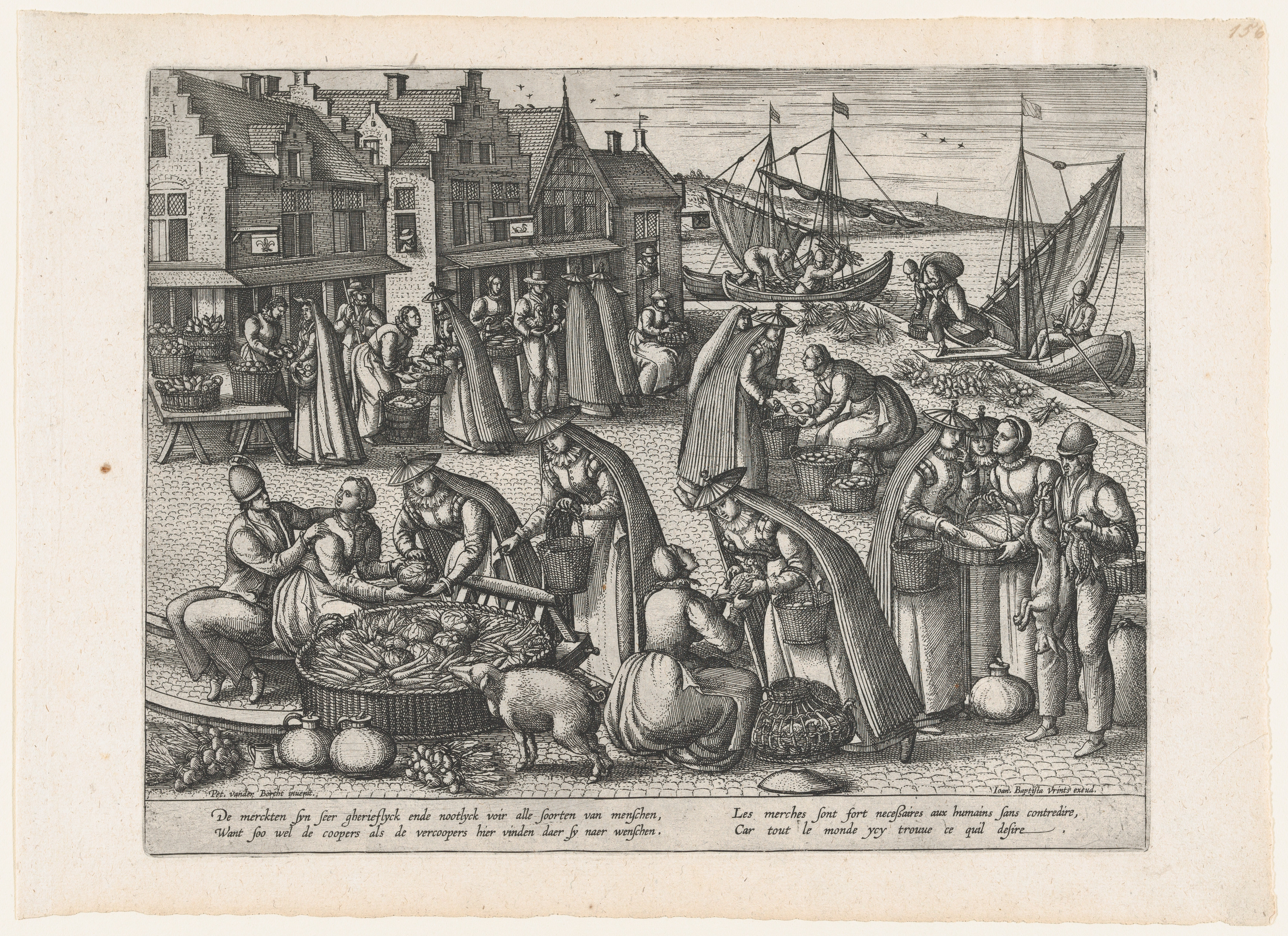
野菜市場
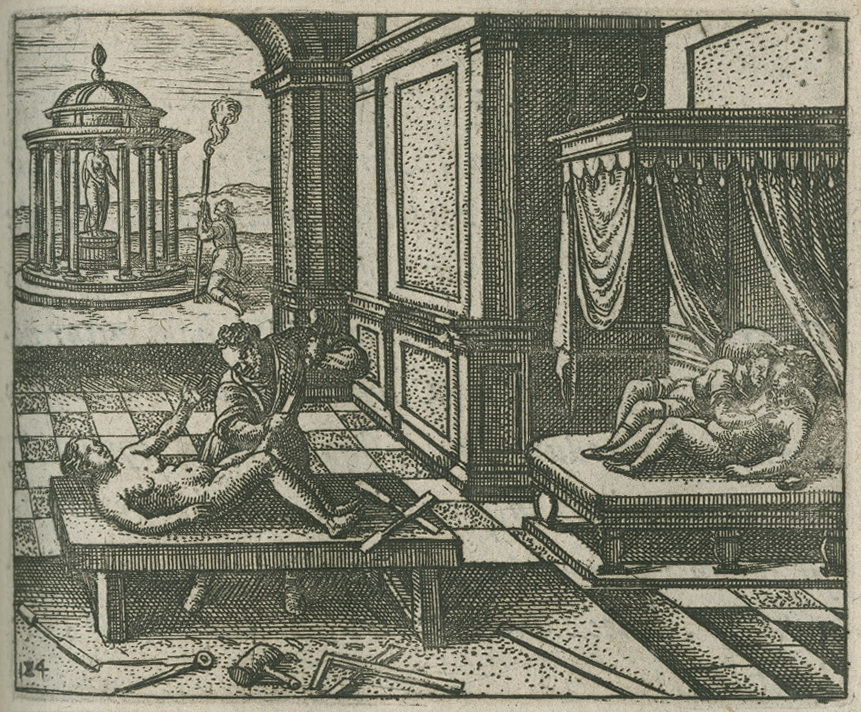
ピュグマリオーンと彫像

## 関連図書
- Friedrich Wilhelm Heinrich Hollstein: Dutch and Flemish etchings, engravings, and woodcuts. Band 3. Menno Hertzberger, Amsterdam [1950], S. 99–106.
- Ulrike Hanschke: Pieter van der Borcht. In: Artists of the lexicon. The visual artists of all times and peoples. Volume 12 Saur, Munich and Leipzig 1996, ISBN 3-598-22752-3; S. 677th
- Jetty E. van der Sterre: Borcht, Pieter van der. In: The dictionary of art. Hrsg. von Jane Turner. Band 4. Macmillan, London 1996, ISBN 1-884446-00-0; S. 384